# Curry al vapor
Curry al vapor (en camboyano: អាម៉ុក, amŏk, aːmok; en tailandés: ห่อหมก, ho mok, hɔ̀ː.mòk, en lao: ຫມົກ, mok, mók) es un sudeste asiático tipo de curry cocido al vapor en plátano hojas. La base del curry se hace con una pasta de curry (en camboyano: គ្រឿង, kroeung, krɨəŋ; en tailandés: พริก แกง, prik gaeng) y crema de coco o leche de coco. También se agrega al plato una amplia gama de hojas e ingredientes básicos, como:
- pez (en camboyano: អាម៉ុកត្រី, amŏk trei, aːmok trəj; en tailandés: ห่อหมก ปลา, ho mok pla, hɔ̀ː.mòk plāː; en lao: ຫມົກປາ, mok pa, mók paː);
- bambú brotes (en tailandés: ห่อหมก หน่อไม้, ho mok no mai, hɔ̀ː.mòk nɔ̀ː máːj; en lao: ຫມົກຫນໍ່ໄມ້, mok ni mai, mók nɔ̄ː mâj  (a menudo con carne picada adentro));
- pollo (en tailandés: ห่อหมก ไก่, ho mok kai hɔ̀ː.mòk kàj );
- caracoles (en camboyano: អាម៉ុកខ្យងរី, amŏk khyâng, aːmok kʰjɑːŋ)
- tofu (en tailandés: ห่อหมก เต้าหู้, hɔ̀ː.mòk tâw.hûː );
- huevo (en lao: ຫມົກ ໄຂ່, mók kʰāj (a menudo con carne picada adentro));
- algas (en lao: ຫມົກ ໄຄ, mók kʰáj  (con Cladophora)).

Según la antropóloga cultural Penny Van Esterik, los curries a base de coco del sudeste asiático son el resultado de la Indianización, que en el siglo XV después de la Caída de Angkor, se introdujeron en Reino de Ayutthaya por Khmer royal cocineros y luego reintroducido en Camboya. Hoy en día, se consideran características de las cocinas individuales del sudeste asiático.